# Tárique ibne Ziade
Tárique ibne Ziade è un centro abitato dell'Algeria, situato nella Provincia di 'Ayn Defla.